# Merismatium
Merismatium Zopf (merismatium) – rodzaj grzybów z rodziny brodawnicowatych (Verrucariaceae).

## Systematyka i nazewnictwo
Pozycja w klasyfikacji według Index Fungorum: Verrucariaceae, Verrucariales, Chaetothyriomycetidae, Eurotiomycetes, Pezizomycotina, Ascomycota, Fungi.
Synonimy nazwy naukowej: Heterophracta (Sacc. & D. Sacc.) Theiss. & Syd., Leptosphaerulina subgen. Heterophracta Sacc. & D. Sacc., Phaeocyrtis Vain..

## Gatunki
- Merismatium cladoniicola Alstrup 1997[3]
- Merismatium coccotremicola Etayo 2008
- Merismatium decolorans (Rehm) Triebel 1989[3]
- Merismatium deminutum (Arnold) Nav.-Ros., Boqueras & Llimona 1994 – tzw. komornica drobna, amforzyca drobna
- Merismatium deminutum (Arnold) Cl. Roux & Nav.-Ros. 2002
- Merismatium discrepans (J. Lahm ex Arnold) Triebel 1989
- Merismatium lecanorae (H. Olivier) Vouaux 1913[3]
- Merismatium nigritellum (Nyl.) Vouaux 1913
- Merismatium peregrinum (Flot.) Triebel 1990[3]
- Merismatium thamnoliicola Alstrup & E.S. Hansen 2001

Nazwy naukowe na podstawie Index Fungorum. Nazwy polskie według checklist W. Fałtynowicza, to według Index Fungorum synonim Halospora scammoeca.